# Madtsòids
Els madtsòids (Madtsoiidae) són un grup extint de serps de Gondwana amb un registre fòssil que s'estén des del Cenomanià primerenc (Cretaci superior) fins a estrats del Plistocè superior situats a Sud-amèrica, Àfrica, l'Índia, Austràlia i Europa meridional. Els madtsòids inclouen serps molt primitives, les quals, com les boes i pitons existents en l'actualitat, matarien a la seva presa per constricció, tals com Gigantophis, una de les més llargues serps conegudes amb una longitud estimada de 10,70 metres, i les nomenades per la mitologia aborigen australiana Wonambi i Yurlunggur. Com una agrupació de formes basals la composició i fins i tot la validesa de Madtsoiidae està en un estat de flux mentre que es descriuen noves troballes pertinents.